# Adelphicos veraepacis
Adelphicos veraepacis е вид влечуго от семейство Смокообразни (Colubridae). Видът е световно застрашен, със статут Уязвим.

## Разпространение
Разпространен е в Гватемала.